# Takayuki Chano
Takayuki Chano 茶野 隆行 (Chano Takayuki?) (Ichikawa, 23 novembre 1976) è un ex calciatore giapponese, di ruolo difensore.

## Palmarès

### Nazionale
- Coppa d'Asia: 1

2004